# Слиток
Сли́ток или чу́шка — брусок металла. Слитки могут обладать разной массой, формой и категорией. При этом термин слиток чаще всего используется применительно к цветным и драгоценным металлам, тогда как термин чушка — к чёрным металлам.

## История
По мере роста городов, их экономика становилась все более сложной. Появилось разделение труда — люди специализировались в определённой области — кто на выращивании зерновых, кто на гончарном деле, кто на строительстве, и так далее. Развивалась система бартера, при которой люди могли обменивать товары и услуги. При совершении таких сделок стали широко использоваться золото и серебро, которые, правда, приходилось взвешивать и проверять каждый раз, когда они переходили из рук в руки.
Около 600 г. до н. э. (по другим данным — не ранее 700 г. до. н. э.) лидийцы нашли оригинальный способ решения этой проблемы. Они начали выплавлять электрум — сплав серебра и золота, отливая из него слитки определённого веса и чистоты, ставя на них государственное клеймо. Идея была подхвачена, и спустя около пятидесяти лет во всех важнейших торговых центрах мира стали осуществлять подобную практику.

## Золотые слитки
Золотой или серебряный слиток — стандартная форма определённой массы и качества. Понятие «слиток» подразумевает, что драгметалл имеет высокую пробу. В настоящее время в большинстве случаев имеют дело со слитками, имеющими пробу 0,995 или 0,9995 и выше.
Золотые слитки разделяют на два типа по методу изготовления: литые и штампованные. Литьё подразумевает разливание расплавленного металла по готовым формам, в которых он, остывая, затвердевает. Чеканку производят, нанося с помощью пресса маркировку на золотые болванки, которые получают, отрезая от плоских листов золота куски определённых размеров. ChipGold — относительно недавно появившаяся форма золотых слитков, содержащих небольшой брусок (1-20 г) в запечатанной и сертифицированной упаковке размером с кредитную карту. Стандартным золотым слитком, хранящимся в качестве золотых резервов центральными банками и торгуемым на международных рынках, является золотой слиток весом 400 тройских унций (12,4 кг); по российскому ГОСТу 28058 масса стандартного слитка определяется в пределах 11,0—13,3 кг.
Для экспресс-анализа определения качества золота часто используют специальный пробирный камень. Золотым изделием проводят черту по камню, рядом с этой чертой проводят несколько штрихов иглами из эталонных сплавов, содержащих разное количество золота. Затем поперек золотых следов проводят стеклянной палочкой, смоченной кислотой. Чем больше примесей в сплаве, тем темнее след от кислоты. Сравнивая следы от эталонных игл и от золотого изделия, определяют истинное содержание золота. Метод хорош, быстр и надёжен. Однако он показывает содержание золота только в поверхностной части изделия.
- Слитки российского золота для продажи в банке
- Литой слиток (1 кг)
- Штампованный слиток (1 унция)
- Kinebar с голограммой (1 унция)

## Металлургические слитки
На большинстве металлургических предприятий жидкую сталь разливают в изложницы — высокие чугунные формы. После того как металл застывает, слитки «раздевают», то есть с них снимают изложницы. Масса слитков может быть различной — от нескольких килограммов до десятков тонн.
Ход затвердевания расплавленной стали и процесс образования кристаллов впервые исследовал и подробно описал в 1878 г. русский учёный Д. К. Чернов.
Остывая, металл кристаллизуется, но процесс кристаллизации протекает неравномерно (у самой стенки изложницы кристаллы небольшие, в глубине — крупные). Поскольку объем металла при затвердевании уменьшается, в верхней части слитка возникают пустоты — усадочные раковины, которые перед последующей обработкой слитка — обжимом удаляются (обрезаются). При этом получаются очень большие отходы (обрезь), достигающие 8-15 % от массы слитка. В связи с этим всё большее распространение получает изготовление слитков на машинах непрерывного литья заготовок.